# Olonkinbyen
Olonkinbyen je sídlo v Norsku, na ostrově Jan Mayen. Žijí zde pracovníci z meteorologické a rádiové stanice provozované norskou armádou, momentálně se zde nachází 18 pracovníků obou stanic. Ostrov nemá původní obyvatele, pravidelně se tu střídá tato posádka, což je také jediné obyvatelstvo ostrova. Tato skutečnost vytváří z těchto stanic de facto hlavní město, ačkoli ostrov žádné nemá. Na ostrově se nenachází žádná elektrárna, jediným zdrojem energie jsou tři generátory.